# Военная форма ВС СССР (1946—1968)
Военная форма ВС СССР — предметы форменной одежды военнослужащих Вооружённых сил СССР.  

## 1945—1957 годы
Уже в апреле 1945 года однобортный парадный мундир стального цвета для генералов и маршалов был заменён на двубортный мундир цвета морской волны. Воротник и обшлага имели кант цвета рода войск с золотым шитьём (для генералов юстиции, медицинской и ветеринарной служб серебряным): дубовые листья для маршалов Советского Союза и лавровые для остальных маршалов и генералов. В комплект формы входили также брюки навыпуск или бриджи (с лампасами) одного цвета с мундиром, с ботинками и сапогами соответственно. Парадная фуражка также стала цвета морской волны. Данная форма для высшего комсостава РККА (затем - Советской Армии) просуществовала до 1954 года, однако так и не была оформлена каким-либо приказом НКО.
В ноябре 1945 для сверхсрочников был установлен шеврон на рукав, в виде угольника. Военнослужащие первого года сверхсрочной службы носили один шеврон из узкого серебристого галуна, после второго года выше нашивался шеврон из широкого серебристого галуна, после третьего и пятого годов нашивались соответственно узкий и широкий золотые галуны. В 1947 году для уволенных в запас или отставку генералов и офицеров введены нашивки на нижний край погона поперёк его: для уволенных в запас чистые серебристые (золотистые для медиков и ветеринаров), для вышедших в отставку такие же, но с зигзагом по нашивке. 
В 1946 году в связи с образованием единого Военного министерства погоны офицеров Советской Армии (и соответствующих структур Внутренних Войск и Пограничных Войск) стали шестиугольными (вместо пятиугольных обр. 1943 г.), аналогично уже принятым в Военно-Морском Флоте.
В 1947 году для воздушно-десантных войск, которые во время войны носили авиационную форму, а после войны общевойсковую, был введён нарукавный ромбовидный шеврон с металлической эмблемой в виде раскрытых крыльев и парашюта (для рядовых и младших командиров серебристой, для офицеров золотистой).
Наиболее значимые изменения формы произошли в 1949, 1955 и 1958 годах. Первые изменения коснулись офицерского и генеральского состава ВВС и бронетанковых войск. Взамен мундира и кителя были введены парадная и повседневная тужурки защитного цвета (генералы АБТВ сохранили закрытые мундиры). Поскольку на них были открытые лацканы, были введены новые предметы одежды: рубашка защитного цвета и галстук черного цвета, а для ВВС кроме того — кортик со снаряжением.
Высший командный состав ВВС в комплекте парадной формы одежды имел парадные фуражку (защитного цвета, с голубым околышем, с золотым шитьём на околыше, козырьке, ремешке, кокардой и эмблемой ВВС на тулье), тужурку (с шитьём и кантами на воротнике и обшлагах), рубашку, чёрный галстук, брюки навыпуск (защитного цвета с голубыми кантами и лампасами), парадный ремень (тканный из позолоченной мишуры, застёгивающийся на латунную пряжку), ботинки и кортик. Повседневная форма одежды была такой же, но с упрощённым шитьём на фуражке и без шитья на тужурке, на которой были петлицы установленного образца. Кроме того, повседневная форма могла быть для строя (с сапогами и снаряжением) и вне строя (с ботинками, разрешалось надевать кортик). Офицеры ВВС  в комплекте парадной формы одежды имели парадные фуражку (защитного цвета, с голубым околышем, кокардой, эмблемой ВВС на тулье и металлическим орнаментом в виде листьев на козырьке), тужурку (с петлицами на воротнике, голубым кантом и «столбиками» на обшлагах), рубашку, чёрный галстук, брюки навыпуск (защитного цвета с голубым кантом), ботинки и кортик. Петлицы и «столбики» были окантованы золотистым кантом (для нелётного состава серебристым). Следует отметить, что офицеры ВВС, не имеющие летного образования и не относящиеся к летному составу, не имели права на ношение летных эмблем и кокард на фуражке - на околыше они крепили простую красноармейскую звезду. Повседневная форма отличалась отсутствием листьев на козырьке фуражки, отсутствием окантовки петлиц и отсутствием «столбиков» на обшлагах. Так же, как и у генералов повседневная форма была для строя и вне строя. В состав формы для строя входили поясной и наплечный ремни, брюки заправлялись в сапоги. 
Принципы формы ВВС были такими же и в бронетанковых войсках, с соответствующими роду войск цветами и кантами. 
В 1951 году были внесены изменения в форму военнослужащих службы военных сообщений. На повседневных погонах золотистого (серебристого для инженерного состава) или полевых защитного цвета располагались чёрные просветы и голубые канты. В таком же цветовом сочетании была выдержана и фуражка. На погонах появилась новая эмблема службы ВОСО. Военные коменданты носили прежнюю фуражку, а в летнее время белый китель с тёмно-синими брюками. До 1954 года в комплект формы входили также шпоры и шашка.
С 1952 года офицерам ВВС, а с 1953 года офицерам бронетанковых войск было разрешено в летнее время носить белый китель, фуражку с белым чехлом и брюки защитного цвета. В 1952 году также были введены новые нарукавные шевроны для сверхсрочников в виде угольников из золотистого галуна: до двух лет службы один узкий, с двух до четырёх — два узких, с четырёх до десяти — один широкий, и свыше десяти — два широких. В 1954 году для офицеров была введена новая плащ-накидка. 
В 1954 году вновь последовали изменения в форме маршалов и генералов. Парадный мундир цвета морской волны стал  открытым, с широкими лацканами. Под мундир надевалась белая рубашка с чёрным галстуком. По воротнику и обшлагам располагался кант цвета рода войск, службы; там же имелось золотое (для юстиции, военных медиков и ветеринаров серебряное) шитьё: дубовые листья для маршалов Советского Союза и лавровые для остальных. Мундир носился с поясом из золотой мишуры, бриджами цвета морской волны с красными лампасами и сапогами. Парадно-выходной мундир отличался от парадного несколько иным силуэтом и отсутствием крючков для ремня, носился с брюками навыпуск. Повседневный китель был такой же как и парадный мундир, но защитного цвета. Первоначально вместо шитья на кителе располагались петлицы, затем они были заменены шитьём - упрощенные лавровые (генералы и маршалы и Главные маршалы родов войск) и дубовые (маршалы Советского Союза)золотые листья. Был введён летний китель светло-серый для маршалов Советского Союза и светлого защитного цвета для остальных. Вскоре эти кители были заменены общим белым кителем, а затем и они были заменены светло-серым кителем, такими же летними брюками и фуражкой. Для летней формы были введены светло-коричневые полуботинки. Разрешалось носить китель также и с синими брюками навыпуск.
Для всех офицеров, генералов и маршалов был изменён козырёк фуражки: вместо прямоугольного он стал овальным, на нём (для парадной и парадно-выходной формы) крепился орнамент из лавровых листьев. В 1954 году для всего офицерского состава была введена стального цвета двубортная шинель. 
В 1955 году последовали кардинальные изменения в униформе офицерского состава. Красноармейская звезда для офицеров была заменена кокардой (просуществовавшей без серьезных внешних изменений до отмены в 1992-1994 гг.). Были введены парадно-выходная фуражка, парадно-выходной мундир с белой рубашкой и галстуком, брюки в сапоги, брюки навыпуск, парадный пояс и кортик со снаряжением. Парадная и парадно-выходная фуражка по покрою не отличалась от повседневной, однако тулья и донышко первой были стального цвета (для ВВС - синего), имелся витой золотистый ремешок, лавровые листья на козырьке и дополнительно к кокарде. В ВВС на тулье, кроме того, укреплялась эмблема в виде развёрнутых крыльев со звездой. Мундир был двубортный, стального цвета (для ВВС - синего) с кантами рода войск и золотым шитьём по воротнику и обшлагам. На воротнике (для офицеров танковых войск чёрном бархатном) укреплялась эмблема рода войск, обрамленная штампованными позолоченными лавровыми листья  ми. Мундир также носился либо с темно-синими брюками с кантами навыпуск, либо теми же брюками в сапоги, с сапогами и парадным поясом золотистого цвета (в ВВС только навыпуск). 
Изменения последовали в форме военнослужащих-женщин. Для офицеров, проходящих службу за границей, в частях Московского гарнизона, авиации и танковых частях было введено однобортное пальто стального цвета; для всех остальных - тёмно-серого цвета. Также было введено повседневное шерстяное платье защитного цвета, повседневный закрытый китель (в авиации и танковых войсках тужурка) заменены кителем с отложным воротником и открытыми лацканами защитного цвета.
В 1955 году была введена особая парадная форма оркестра Московского гарнизона, роты Почетного караула; для личного состава частей, несущих службу в жарком климате, были введены панама (такая же по конструкции, как и образца 1938 года) и гимнастёрка, позволяющая открывать ворот.    
Также были уточнены эмблемы родов войск, в количестве 18 эмблем. 
Для маршалов и генералов в 1955 году было введено летнее шерстяное пальто серого цвета. На пальто (кроме пальто маршалов Советского Союза) нашивались погоны и петлицы, и оно носилось с поясом. Для летних пальто и шинелей были введены петлицы в форме параллелограмма с золотыми (серебряными) окантовкой, дубовыми листьями для маршалов Советского Союза и с лавровыми для остальных. Цвет петлицы у маршалов Советского Союза, маршалов и генералов мотострелковых войск установлен красный, артиллерии и танковых войск - чёрный, авиации - голубой, технических войск и интендантов - малиновый, медицинской и ветеринарной служб - светло-зелёный, юстиции - красный. В августе 1955 года были изменены и офицерские петлицы - отменены канты и пуговицы, заменённые эмблемой, и установлены цвета петлиц: для стрелковых частей, ВДВ, интендантов и юстиции - малиновый, артиллерии, танковых войск, войск связи, химических, автомобильных, инженерных, железнодорожных войск, службы ВОСО и военных топографов - чёрный, авиации и инженерно-технических авиационных служб - голубой, медицинской, ветеринарной и административной служб - светло-зелёный. 
Приказом министра обороны СССР № 105 были введены единые Правила ношения военной формы для командного состава Советской Армии и Военно-Морского флота. В соответствии с этими правилами форма стала иметь нумерацию и подразделяться на парадную для строя, парадно-выходную вне строя, повседневно-полевую (в ВМФ повседневную) для строя и повседневную вне строя. Каждая из эти форм подразделялась на летнюю и зимнюю.
| Форма маршалов и генералов сухопутных войск (кроме ВВС) | Форма маршалов и генералов сухопутных войск (кроме ВВС) | Форма маршалов и генералов сухопутных войск (кроме ВВС) | Форма маршалов и генералов сухопутных войск (кроме ВВС) | Форма маршалов и генералов сухопутных войск (кроме ВВС) | Форма маршалов и генералов сухопутных войск (кроме ВВС) | Форма маршалов и генералов сухопутных войск (кроме ВВС) | Форма маршалов и генералов сухопутных войск (кроме ВВС) | Форма маршалов и генералов сухопутных войск (кроме ВВС) | Форма маршалов и генералов сухопутных войск (кроме ВВС) | Форма маршалов и генералов сухопутных войск (кроме ВВС) |
|                                                         | Форма № 1 парадная для строя                            | Форма № 1 парадная для строя                            | Форма № 2 парадная вне строя                            | Форма № 2 парадная вне строя                            | Форма № 3 повседневно-полевая для строя                 | Форма № 3 повседневно-полевая для строя                 | Форма № 4 повседневно-полевая вне строя                 | Форма № 4 повседневно-полевая вне строя                 | Форма № 4 повседневно-полевая вне строя                 | Форма № 4 повседневно-полевая вне строя                 |
| Летняя                                                  | Зимняя                                                  | Летняя                                                  | Зимняя                                                  | Летняя                                                  | Зимняя                                                  | Летняя № 1                                              | Летняя № 2                                              | Летняя № 3                                              | Зимняя                                                  |                                                         |
| ------------------------------------------------------- | ------------------------------------------------------- | ------------------------------------------------------- | ------------------------------------------------------- | ------------------------------------------------------- | ------------------------------------------------------- | ------------------------------------------------------- | ------------------------------------------------------- | ------------------------------------------------------- | ------------------------------------------------------- | ------------------------------------------------------- |
| Головной убор                                           | Парадно-выходная фуражка                                | Папаха                                                  | Парадно-выходная фуражка                                | Папаха                                                  | Повседневно-полевая фуражка                             | Папаха                                                  | Повседневно-полевая фуражка                             | Фуражка                                                 | Фуражка                                                 | Папаха                                                  |
| Верхняя одежда                                          | Парадный мундир                                         | Шинель с белым кашне                                    | Парадно-выходной мундир                                 | Шинель с белым кашне (пальто)                           | Закрытый китель                                         | Бекеша                                                  | Открытый китель                                         | Открытый китель                                         | Открытый китель                                         | Шинель с серым кашне                                    |
| Рубашка                                                 |                                                         |                                                         |                                                         |                                                         | Не носилась                                             | Не носилась                                             |                                                         |                                                         |                                                         |                                                         |
| Галстук                                                 |                                                         |                                                         |                                                         |                                                         | Не носился                                              | Не носился                                              |                                                         |                                                         |                                                         |                                                         |
| Брюки                                                   | Брюки в сапоги                                          | Брюки в сапоги                                          | Брюки навыпуск                                          | Брюки навыпуск                                          | Брюки в сапоги                                          | Брюки в сапоги                                          | Брюки навыпуск                                          | Брюки навыпуск                                          | Брюки навыпуск                                          | Брюки навыпуск                                          |
| Обувь                                                   | Сапоги                                                  | Сапоги                                                  | Ботинки                                                 | Ботинки (галоши)                                        | Сапоги                                                  | Фетровые сапоги                                         | Ботинки                                                 | Ботинки                                                 | Ботинки                                                 | Ботинки                                                 |
| Перчатки                                                |                                                         |                                                         |                                                         |                                                         |                                                         |                                                         |                                                         |                                                         |                                                         |                                                         |
| Ремень                                                  |                                                         |                                                         | Не носился                                              | Не носился                                              |                                                         | Не носился                                              | Не носился                                              | Не носился                                              | Не носился                                              | Не носился                                              |
| Снаряжение                                              | Ордена, медали, кортик                                  | Кортик                                                  | Ленты орденов и медалей                                 | На верхней одежде не носились                           | Ленты орденов и медалей                                 | На верхней одежде не носились                           | Ленты орденов и медалей                                 | Ленты орденов и медалей                                 | Ленты орденов и медалей                                 | На верхней одежде не носились                           |

Форма одежды маршалов и генералов ВВС отличалась в следующем: при форме № 1 и № 2 фуражка, брюки, носящиеся только навыпуск под ботинки были синего цвета, а галстук тёмно-синего цвета. При форме № 3 китель был открытый.
| Форма офицеров сухопутных войск (кроме ВВС) | Форма офицеров сухопутных войск (кроме ВВС) | Форма офицеров сухопутных войск (кроме ВВС) | Форма офицеров сухопутных войск (кроме ВВС) | Форма офицеров сухопутных войск (кроме ВВС)   | Форма офицеров сухопутных войск (кроме ВВС) | Форма офицеров сухопутных войск (кроме ВВС) | Форма офицеров сухопутных войск (кроме ВВС) | Форма офицеров сухопутных войск (кроме ВВС) | Форма офицеров сухопутных войск (кроме ВВС)      |
|                                             | Форма № 1 парадная для строя                | Форма № 1 парадная для строя                | Форма № 2 парадная вне строя                | Форма № 2 парадная вне строя                  | Форма № 3 повседневно-полевая для строя     | Форма № 3 повседневно-полевая для строя     | Форма № 4 повседневно-полевая вне строя     | Форма № 4 повседневно-полевая вне строя     | Форма № 4 повседневно-полевая вне строя          |
| Летняя                                      | Зимняя                                      | Летняя                                      | Зимняя                                      | Летняя                                        | Зимняя                                      | Летняя № 1                                  | Летняя № 2                                  | Зимняя                                      |                                                  |
| ------------------------------------------- | ------------------------------------------- | ------------------------------------------- | ------------------------------------------- | --------------------------------------------- | ------------------------------------------- | ------------------------------------------- | ------------------------------------------- | ------------------------------------------- | ------------------------------------------------ |
| Головной убор                               | Парадно-выходная фуражка                    | Шапка-ушанка                                | Парадно-выходная фуражка                    | Шапка-ушанка                                  | Повседневно-полевая фуражка                 | Шапка-ушанка                                | Повседневно-полевая фуражка                 | Фуражка                                     | Шапка-ушанка                                     |
| Верхняя одежда                              | Парадно-выходной мундир                     | Парадно-выходная шинель с белым кашне       | Парадно-выходной мундир                     | Парадно-выходная шинель с открытыми лацканами | Гимнастёрка                                 | Повседневно-полевая шинель с серым кашне    | Закрытый китель (с летним пальто)           | Закрытый китель (с летним пальто)           | Повседневно-полевая шинель с открытыми лацканами |
| Рубашка                                     |                                             |                                             |                                             |                                               | Не носилась                                 | Не носилась                                 | Не носилась                                 | Не носилась                                 | Не носилась                                      |
| Галстук                                     |                                             |                                             |                                             |                                               | Не носился                                  | Не носился                                  | Не носился                                  | Не носился                                  | Не носился                                       |
| Брюки                                       | Брюки в сапоги                              | Брюки в сапоги                              | Брюки навыпуск                              | Брюки навыпуск                                | Брюки в сапоги                              | Брюки в сапоги                              | Брюки навыпуск или в сапоги                 | Брюки навыпуск или в сапоги                 | Брюки навыпуск или в сапоги                      |
| Обувь                                       | Сапоги                                      | Сапоги                                      | Ботинки                                     | Ботинки (галоши)                              | Сапоги                                      | Сапоги                                      | Ботинки или сапоги                          | Ботинки или сапоги                          | Ботинки или сапоги                               |
| Перчатки                                    |                                             |                                             |                                             |                                               |                                             |                                             |                                             |                                             |                                                  |
| Ремень                                      |                                             |                                             | Не носился                                  | Не носился                                    |                                             |                                             | Или не носился                              | Или не носился                              |                                                  |
| Снаряжение                                  | Ордена, медали, кортик                      | Кортик                                      | Ленты орденов и медалей                     | На верхней одежде не носились                 | Ленты орденов и медалей, портупея           | Портупея                                    | Ленты орденов и медалей                     | Ленты орденов и медалей                     | На верхней одежде не носились                    |

Форма одежды офицеров ВВС отличалась в следующем: при форме № 1 и № 2 фуражка, брюки, носящиеся только навыпуск под ботинки были синего цвета, а галстук тёмно-синего цвета. При форме № 3 носился открытый китель с рубашкой и галстуком защитного цвета. При форме № 4 брюки также носились только навыпуск; это же относилось и к военнослужащим бронетанковых частей. Военнослужащие в звании полковника носили папаху вместо шапки. 
| Форма женщин-офицеров сухопутных войск (кроме ВВС) | Форма женщин-офицеров сухопутных войск (кроме ВВС) | Форма женщин-офицеров сухопутных войск (кроме ВВС) | Форма женщин-офицеров сухопутных войск (кроме ВВС) | Форма женщин-офицеров сухопутных войск (кроме ВВС) | Форма женщин-офицеров сухопутных войск (кроме ВВС) | Форма женщин-офицеров сухопутных войск (кроме ВВС) | Форма женщин-офицеров сухопутных войск (кроме ВВС) | Форма женщин-офицеров сухопутных войск (кроме ВВС) | Форма женщин-офицеров сухопутных войск (кроме ВВС) |
|                                                    | Форма № 1 парадная для строя                       | Форма № 1 парадная для строя                       | Форма № 2 парадная вне строя                       | Форма № 2 парадная вне строя                       | Форма № 3 повседневно-полевая для строя            | Форма № 3 повседневно-полевая для строя            | Форма № 4 повседневно-полевая вне строя            | Форма № 4 повседневно-полевая вне строя            | Форма № 4 повседневно-полевая вне строя            |
| Летняя                                             | Зимняя                                             | Летняя                                             | Зимняя                                             | Летняя                                             | Зимняя                                             | Летняя № 1                                         | Летняя № 2                                         | Зимняя                                             |                                                    |
| -------------------------------------------------- | -------------------------------------------------- | -------------------------------------------------- | -------------------------------------------------- | -------------------------------------------------- | -------------------------------------------------- | -------------------------------------------------- | -------------------------------------------------- | -------------------------------------------------- | -------------------------------------------------- |
| Головной убор                                      | Парадный берет                                     | Меховая шапка                                      | Парадный берет                                     | Меховая шапка                                      | Повседневно-полевой берет                          | Меховая шапка                                      | Повседневно-полевой берет                          | Повседневно-полевой берет                          | Меховая шапка                                      |
| Верхняя одежда                                     | Парадно-выходной мундир                            | Парадно-выходное пальто с белым кашне              | Парадно-выходной мундир                            | Парадно-выходное пальто с белым кашне              | Открытый китель                                    | Повседневное пальто с серым кашне                  | Открытый китель                                    | Открытый китель с отложным воротничком             | Повседневное пальто с серым кашне                  |
| Рубашка                                            |                                                    |                                                    |                                                    |                                                    |                                                    |                                                    |                                                    | Не носилась                                        |                                                    |
| Галстук                                            |                                                    |                                                    |                                                    |                                                    |                                                    |                                                    |                                                    | Не носился                                         |                                                    |
| Юбка                                               |                                                    |                                                    |                                                    |                                                    |                                                    |                                                    |                                                    |                                                    |                                                    |
| Обувь                                              | Туфли                                              | Полуботинки                                        | Туфли                                              | Полуботинки                                        | Сапоги                                             | Сапоги                                             | Туфли                                              | Туфли                                              | Полуботинки                                        |
| Перчатки                                           |                                                    |                                                    |                                                    |                                                    |                                                    |                                                    |                                                    |                                                    |                                                    |
| Ремень                                             | Не носился                                         |                                                    | Не носился                                         |                                                    |                                                    |                                                    | Не носился                                         | Не носился                                         |                                                    |
| Снаряжение                                         | Ордена, медали                                     | Не имелось                                         | Ленты орденов и медалей                            | На верхней одежде не носились                      | Ленты орденов и медалей, портупея                  | Портупея                                           | Ленты орденов и медалей                            | Ленты орденов и медалей                            | На верхней одежде не носились                      |

К любой форме военнослужащим-женщинам полагались светло-коричневые чулки. Форма одежды офицеров ВВС отличалась в следующем: при форме № 1 и № 2 берет и мундир были синего цвета, а галстук тёмно-синего цвета.
| Форма адмиралов, генералов и офицеров ВМФ | Форма адмиралов, генералов и офицеров ВМФ | Форма адмиралов, генералов и офицеров ВМФ | Форма адмиралов, генералов и офицеров ВМФ | Форма адмиралов, генералов и офицеров ВМФ | Форма адмиралов, генералов и офицеров ВМФ | Форма адмиралов, генералов и офицеров ВМФ | Форма адмиралов, генералов и офицеров ВМФ | Форма адмиралов, генералов и офицеров ВМФ |
|                                           | Парадная для строя                        | Парадная для строя                        | Парадная для строя                        | Парадная для строя                        | Повседневная для строя                    | Повседневная для строя                    | Повседневная для строя                    | Повседневная для строя                    |
| Форма № 1                                 | Форма № 2                                 | Форма № 3                                 | Форма № 4 (зимняя)                        | Форма № 1                                 | Форма № 2                                 | Форма № 3                                 | Форма № 4 (зимняя)                        |                                           |
| ----------------------------------------- | ----------------------------------------- | ----------------------------------------- | ----------------------------------------- | ----------------------------------------- | ----------------------------------------- | ----------------------------------------- | ----------------------------------------- | ----------------------------------------- |
| Головной убор                             | Парадная фуражка                          | Парадная фуражка                          | Парадная фуражка                          | Парадная фуражка                          | Повседневная фуражка                      | Повседневная фуражка                      | Повседневная фуражка                      | Повседневная фуражка                      |
| Верхняя одежда                            | Тужурка                                   | Тужурка                                   | Тужурка                                   | Шинель                                    | Закрытый китель                           | Закрытый китель                           | Закрытый китель                           | Шинель                                    |
| Рубашка                                   |                                           |                                           |                                           |                                           | Не носилась                               | Не носилась                               | Не носилась                               | Не носилась                               |
| Галстук                                   |                                           |                                           |                                           |                                           | Не носился                                | Не носился                                | Не носился                                | Не носился                                |
| Брюки                                     |                                           |                                           |                                           |                                           |                                           |                                           |                                           |                                           |
| Ботинки                                   |                                           |                                           |                                           |                                           |                                           |                                           |                                           |                                           |
| Перчатки                                  |                                           |                                           |                                           |                                           |                                           |                                           |                                           |                                           |
| Снаряжение                                | Ордена, медали, кортик                    | Ордена, медали, кортик                    | Ордена, медали, кортик                    | На верхней одежде не носились             | Ленты орденов и медалей, кортик           | Ленты орденов и медалей, кортик           | Ленты орденов и медалей, кортик           | На верхней одежде не носились             |

Помимо приведённой в таблице формы, существовала парадная форма вне строя и для адмиралов и генералов повседневная вне строя. Парадная форма вне строя повторяла форму для строя, за исключением отсутствия лампасов на брюках адмиралов. Кроме того, с этой формой носились только орденские планки. Повседневная форма вне строя № 1, № 2 и № 4 повторяла соответствующие для строя, а № 3 допускала ношение тёмно-синего кителя или чёрной тужурки с белой рубашкой. У офицеров на парадной фуражке орнамент из золотых листьев имелся только у старших офицеров, а плетёный шнур только у капитанов 1 ранга и полковников. В зимнее время фуражка могла заменяться на папаху (у адмиралов, генералов, капитанов 1 ранга и  полковников) или шапку-ушанку для остальныз
| Форма женщин-офицеров ВМФ | Форма женщин-офицеров ВМФ             | Форма женщин-офицеров ВМФ             | Форма женщин-офицеров ВМФ             | Форма женщин-офицеров ВМФ | Форма женщин-офицеров ВМФ | Форма женщин-офицеров ВМФ |
|                           | Парадная для строя и парадно-выходная | Парадная для строя и парадно-выходная | Парадная для строя и парадно-выходная | Повседневная              | Повседневная              | Повседневная              |
| Форма № 1                 | Форма № 2                             | Форма № 3                             | Форма № 1                             | Форма № 2                 | Форма № 3                 |                           |
| ------------------------- | ------------------------------------- | ------------------------------------- | ------------------------------------- | ------------------------- | ------------------------- | ------------------------- |
| Головной убор             | Берет                                 | Берет                                 | Берет                                 | Берет                     | Берет                     | Берет (или белый)         |
| Верхняя одежда            | Закрытый китель                       | Закрытый китель                       | Тужурка                               | Тужурка                   | Тужурка                   | Тужурка                   |
| Рубашка                   | Не носилась                           | Не носилась                           |                                       |                           |                           |                           |
| Галстук                   | Не носился                            | Не носился                            |                                       |                           |                           |                           |
| Юбка                      |                                       |                                       |                                       |                           |                           |                           |
| Туфли                     |                                       |                                       |                                       |                           |                           |                           |
| Перчатки                  |                                       |                                       |                                       |                           |                           |                           |
| Снаряжение                | Ордена, медали                        | Ордена, медали                        | Ленты орденов и медалей               | Ленты орденов и медалей   | Ленты орденов и медалей   | Ленты орденов и медалей   |

В августе 1955 года была введена особая парадная форма для военнослужащих роты почётного караула Московского гарнизона. В декабре 1955 года были установлены съёмные двусторонние погоны для рядового и сержантского состава. Одна сторона погона была парадно-выходная, другая - повседневно-полевая. В 1956 году вместо закрытого повседневно-полевого кителя маршалов и генералов был введён открытый китель, носившийся с рубашкой и галстуком защитного цвета, и были внесены изменения в погоны маршалов. Звёзды, вышиваемые золотой мишурой, получили шёлковую окантовку: маршалов Советского Союза, главных маршалов артиллерии и танковых войск - красного цвета, авиации - голубого, инженерных войск - малинового. В декабре 1956 года золотистые звёздочки и эмблемы на повседневно-полевых погонах и петлицах были заменены на звёздочки защитного цвета. В 1956 году был установлен парадно-выходной мундир для курсантов. 
В 1957 году для командного состава была введена новая повседневная рубашка, которую можно было носить с открытым кителем или без него. Для маршалов и генералов рубашка была защитного и светло-серого цвета, для офицеров - только защитная.

## 1958—1968 годы
Развитие новых технологий в это время и увеличение выпуска тканей, позволило создать новые образцы формы, в том числе, защищающей от отравляющих веществ, антимикробной, водоустойчивой и т.п.
В 1958 году было введено единое парадно-выходное, повседневное и полевое обмундирование для офицеров и военнослужащих сверхсрочной службы. Были отменены фуражки и мундиры стального цвета, синие фуражки и мундиры для ВВС, закрытый повседневный китель и открытый повседневный китель для ВВС и танковых войск. Парадно-выходная фуражка стала единого защитного цвета для всех родов войск, с околышем и кантами цвета рода войск. На ней крепилась эмблема и кокарда, имелся трунцал (плетёный подбородочный ремень). Повседневная фуражка отличалась отсутствием эмблемы; вместо трунцала был лакированный чёрный ремешок. У сверхсрочников вместо кокарды была красная звезда. Полевая фуражка и все детали на ней были полностью защитного цвета; сверхсрочники в полевых условиях носили пилотку.
Таким образом, парадная форма, парадно-выходная и повседневная формы отличались только фуражкой, поясом и наличием орденов или планок. Как и прежде, остались брюки синего цвета, навыпуск или в сапоги. Были изменены погоны. Для маршалов и генералов и адмиралов нашивные парадно-выходные погоны имели форму прямоугольника, скошенного сверху, окаймлённого по трём сторонам цветным кантом рода войск, изготовлялись из золотистого (серебристого для военных медиков, ветеринаров и юристов) галуна особого переплетения. Эмблемы имелись только на погонах маршалов родов войск и генералов ВМФ, генералов-медиков, ветеринаров и юристов. Нашивные погоны к повседневному обмундированию были сделаны из защитного цвета шёлкового галуна особого переплетения, с кантами. Нашивные парадные погоны для офицеров были той же формы, из золотистого (серебристого для инженерно-технических служб, медицинской, ветеринарной служб, юстиции) галуна особого переплетения, с просветами цвета рода войск и звёздочками. Эмблемы имелись только на серебристых погонах. Нашивные повседневные погоны для офицеров были той же формы, из защитного цвета шёлкового галуна без переплетения и кантов, с просветами цвета рода войск и звёздочками. Съёмные погоны для повседневного обмундирования для всего командного состава были шестиугольными, изготавливались из галуна (переплетённого для маршалов, генералов и адмиралов) защитного (для ВМФ золотистого) цвета. Парадно-выходные погоны рядовых, сержантов и старшин были цвета рода войск с золотистыми полосками и эмблемами, повседневные - защитного цвета с красными полосками. При этом, погоны сверхсрочников по форме были такими же, как парадные офицерские, а срочников - пятиугольные. Кроме того, сверсрочники располагали комплектом нашивных парадных погон, и нашивных и съёмных повседневных, тогда как военнослужащие срочной службы имели только съёмные погоны. 
И снова, в 1958 году были введены новые Правила ношения военной формы. Для командного состава и сверхсрочников форма делилась как и прежде, на парадную, парадно-выходную, повседневную и полевую; для военнослужащих срочной службы, курсантов и воспитанников - на парадно-выходную, повседневно-полевую и рабочую. 
В 1958 году последовали также следующие изменения: были введены нагрудные знаки технического состава инженерно-авиационной службы 3 степеней и знак выпускника суворовского училища.
В 1961 году была введена форма для военнослужащих, проходящих службу в жарком климате. Для офицеров и сверхсрочников она состояла из фетровой панамы, верхней рубашки с коротким рукавом, брюк и ботинок. Для военнослужащих срочной службы форма была такая же, но панама хлопчатобумажная, ботинки из юфти; также наряду с брюками могли носиться шорты. В 1962 году для парадно-выходной шинели и летнего кителя были введены погоны стального цвета. 
В 1962 году была изменены форма для женщин на должностях рядовых, сержантов и старшин. Парадно-выходная форма как для строя, так и вне строя включала в себя синий берет, открытую тужурку защитного цвета, рубашку и галстук, чёрные туфли, светло-коричневые чулки и коричневые перчатки. Зимой берет заменялся шапкой, туфли - сапогами, а поверх одежды надевалось тёмно-серое пальто. Повседневная форма была аналогична, за исключением замены синего берета на берет защитного цвета. Полевая форма состояла из берета, платья защитного цвета, сапог, снаряжения, зимой берет заменялся шапкой, поверх носилось пальто. В ВМФ форма военнослужащих-женщин почти не отличалась от офицерской: в комплекте не было парадно-выходного и летнего пальто, вместо эмблем на беретах была звезда. 
В июле 1963 года была возвращена авиационная форма воздушно-десантным войскам. В общем, в парадном варианте (а для офицеров и в повседневном),  она была аналогичной авиационной, за исключением эмблем, и того, что при парадной форме брюки заправлялись в сапоги. В качестве головного убора десантников были принят голубой берет и тельняшка, для ношения с десантной курткой или мундиром. Полевая форма десантников была иной и включала в себя десантную куртку (летнюю и зимнюю), брюки (летние и утеплённые), полевое снаряжение и сапоги. Сверхсрочникам было разрешено на всех головных уборах носить офицерскую кокарду. 
В ноябре 1963 года введены погоны командного состава ВМФ из чёрного шёлкового галуна. При этом у адмиралов они были с золотистым кантом, у генералов — с цветным кантом установленного для службы цвета. У офицеров канта не имелось, для военнослужащих корабельного и инженерно-корабельного состава установлены золотистые просветы, для всех остальных — установленного для службы цвета. Была кардинально изменена форма морской пехоты. Парадная и парадно-выходная форма офицеров была аналогична установленной для ВМФ, исключая знак морской пехоты в виде якоря на чёрном круге с красной окантовкой. Летняя полевая форма состояла из чёрного берета с красным флажком и якорем слева, чёрной гимнастёрки с отложным воротником, тельняшки, брюк прямого покроя, укороченных сапог, снаряжения. Летняя гимнастёрка и брюки были хлопчатобумажными, зимние - шерстяными. Зимняя полевая форма предполагала собой чёрную зимнюю шапку и чёрную однобортную куртку с меховым воротником. В комплект офицерской повседневной формы входила фуражка с белым верхом, тужурка, белая рубашка с чёрным галстуком, брюки, сапоги. Полевая форма матросов и сержантов состояла из берета (зимой шапки), чёрной гимнастёрки, брюк (летних и тёплых), тельняшки, сапог с укороченными голенищами. Зимой носилась тёплая куртка. Парадно-выходная форма и повседневная форма была аналогична установленной для ВМФ, исключая знак морской пехоты в виде якоря на чёрном круге с красной окантовкой, и укороченные сапоги вместо ботинок (в 1964 году было разрешено ношение ботинок с брюками навыпуск). Для личного состава ВМФ, проходящего службу в жарких районах, была разработана облегчённая форма. Офицеры и сверхсрочники носили фуражку с белым чехлом (в береговых частях панаму кремового цвета), рубашку кремового цвета с коротким рукавом, брюки синего или кремового цвета, чёрные сандалии. Рядовой срочный состав в рабочей форме носил белый берет (береговые части панаму, аналогичную офицерской), синюю куртку с коротким рукавом, синие шорты. Повседневная форма состояла из форменки с коротким рукавом и белых брюк. В 1967 году берет был заменён на тёмно-синюю пилотку. 
В 1966 году была введена форма для военных строителей; в войсках изменён покрой рубашки защитного цвета (кремового для ВМФ); для командного состава, сверхсрочников и военнослужащих-женщин введён плащ, утеплённая куртка и брюки (всё защитного цвета). 
В 1967 году для военнослужащих, проходящих службу в районах с холодным климатом, был принят овчинный жилет. В этом же году высшему командному составу до полковника включительно было разрешено носить вместо папахи шапку-ушанку из каракуля. Была введена специальная форма для подразделений регулирования движения.